# Hwoarang
Hwoarang (ファラン, Hwarang) é uma personagem da franquia Tekken, desenvolvida pela Bandai Namco Entertainment. Ele foi apresentado pela primeira vez em Tekken 3 (1997).
Ele é o aluno de taekwondo de Baek Doo San e entrou no terceiro torneio para se vingar de Ogre por atacar seu mestre. No decorrer da série, Hwoarang funciona como um dos rivais de Jin Kazama, protagonista de Tekken.

## Aparição

### Na franquiaTekken
Nascido na Coreia do Sul, um orgulhoso aluno de Baek Doo San e extremamente proficiente na arte marcial do taekwondo, Hwoarang usava suas habilidades para apostar em brigas de rua com seus outros membros de gangue. Durante essas lutas de rua, atraía seus oponentes enviando membros de sua gangue para se passarem por lutadores mais fracos. Assim que fossem derrotados, Hwoarang entraria e derrotaria seus oponentes para ganhar o dinheiro em jogo. Um dia, Hwoarang atraiu um oponente chamado Jin Kazama e eles lutaram até o empate. Esta foi a primeira vez que Hwoarang não venceu uma partida e ele imediatamente correu para seu mestre para lhe contar a notícia. Ao chegar ao dojo de Baek Doo San, descobre que seu mestre foi aparentemente morto por Ogre, o Deus da Luta. Com isso, entra no torneio em Tekken 3 em busca de vingança.
Após os confrontos, Hwoarang foi convocado para o exército sul-coreano e designado para uma divisão de operações especiais. Embora seus sucessos em várias missões fossem altamente considerados, sua propensão a desobedecer regras e ordens deu a seus oficiais superiores o fizeram ser dispensado. Com isso, se dedica a derrotar Jin nos torneios subsequentes.

### Em outras mídias
Hwoarang também aparece em Tekken Card Challenge, Tekken Tag Tournament, Tekken Advance, Tekken 3D: Prime Edition, Tekken Tag Tournament 2 e Tekken Revolution. Ele está no crossover Street Fighter × Tekken, sendo parceiro de Steve Fox. Um dossiê sobre Hwoarang é visto brevemente no filme CGI Tekken: Blood Vengeance.

## Recepção
Em 2013, a Complex classificou Hwoarang como o 13º melhor personagem da franquia, comentando: "Hwoarang é o menino bonito do universo de Tekken – um bad boy arrogante com cabelo andrógino e uma queda por motocicletas." A 4thletter colocou o final de Hwoarang e Steve em Street Fighter × Tekken em 85º lugar em sua lista dos 200 melhores finais de jogos de luta. Os comediantes Smosh apontaram Hwoarang como um dos "personagens de jogos de luta que ganhariam uma medalha de ouro nos Jogos Olímpicos", acrescentando: "A única razão pela qual ele não entrou nas Olimpíadas é porque provavelmente consideram-se abaixo dele." A PlayStation Universe comentou sobre a rivalidade de Hwoarang e Jin em Tekken Tag Tournament 2: "O estilo tradicional de karatê de Jin combina bem com o trabalho de pés sofisticado de Hwoarang e a disparidade entre cada estilo – Jin é um pouco violento, enquanto o estilo de Hwoarang é mais intrincado – cria uma combinação devastadora de táticas quando usado corretamente." Em 2012, os leitores da Digital Spy votaram em Hwoarang como o segundo personagem favorito de Tekken, com 8,1% dos votos. A revista Paste classificou Hwoarang como o "17º melhor personagem de Tekken", afirmando: "Rival do protagonista da série, Jin Kazama, ele passa a maior parte de seus dias procurando lutar contra seu inimigo mortal, muitas vezes igualando-o em força sempre que se encontram no campo de batalha." Além disso, Den of Geek o nomeou como o "22º maior personagem de Tekken": "Hwoarang é quase como um comentário sobre como esses torneios de jogos de luta aumentam. Na superfície, ele é um artista marcial orgulhoso que só quer ser o melhor e provar a si mesmo. Ele tem um ego enorme, mas, fora isso, ele é bastante básico." Na enquete oficial da Namco, Hwoarang é classificado como o 15º personagem de Tekken mais solicitado para ser jogável em Tekken × Street Fighter, com 7,73% dos votos.